# Quiosque na Praça Marquês de Pombal
O Quiosque na Praça Marquês de Pombal é um antigo quiosque na freguesia de Santo Ildefonso, cidade do Porto, em Portugal.

## Caracterização
De planta rectangular e construção em betão no estilo Arte Nova.
O quiosque está classificado como Imóvel de Interesse Municipal, na sequência do decreto 2/96, publicado no Diário da República de 6  de Março.